# Leprocaulinus
Leprocaulinus é um género de bicho-pau pertencente à família Phasmatidae.
Espécies:
- Leprocaulinus insularis (Kirby, 1896)
- Leprocaulinus lobulatus (Giglio-Tos, 1910)
- Leprocaulinus obiensis (Rehn, 1904)
- Leprocaulinus vipera (Kaup, 1871)